# 七宗村立川並中学校
七宗村立川並中学校（ひちそうそんりつ かわなみちゅうがっこう）は、かつて岐阜県加茂郡七宗村にあった公立中学校。

## 概要
- 元々は加茂郡久田見村大字上吉田を校区とする上吉田中学校であったが、大字上吉田の西部（川並集落）が上麻生村に編入されたさいに中学校は上麻生村の中学校となり、同時に川並中学校に改称している。
- 校舎は川並小学校の隣接地に存在した。廃校後は川並小学校の施設の一部となり、跡地は平ヘリポートになっている

## 沿革
- 1947年（昭和22年）4月1日 - 加茂郡久田見村に久田見村立上吉田中学校として開校する。久田見村立上吉田小学校に併設。
- 1948年（昭和23年）4月　-　久田見村立久田見中学校に統合され、久田見村立久田見中学校上吉田分校となる。
- 1949年（昭和24年）4月 - 久田見中学校から独立し、久田見村立上吉田中学校となる。
- 1952年（昭和27年）5月8日 - 上吉田小学校の隣接地に独立校舎（木造2階建）が完成し、移転。
- 1953年（昭和28年）5月1日 - 久田見村大字上吉田の一部（川並集落）が上麻生村に編入される。それに伴い上麻生村立上吉田中学校に改称する。
- 1955年（昭和30年）2月11日 - 加茂郡上麻生村と武儀郡神渕村が合併し、加茂郡七宗村となる。同時に七宗村立川並中学校に改称する。
- 1963年（昭和38年）
  - 3月26日 - 閉校式を行う。
  - 3月31日 - 上麻生中学校に統合され、廃校。

## その他
- 上麻生村と久田見村とで1930年に結ばれた「小学校児童教育事務交互委託教授規約」により上麻生村の勝・大崎・柿ヶ野が上吉田小学校に通学し、久田見村の樫野・野々古屋は上麻生村の上麻生小学校へ通学していたが、中学校に関しては規約が結ばれず、小学校と中学校で校区が異なっていた。